# Pluriparentalité en droit canadien
Pour un article plus général, voir Triparentalité.
La pluriparentalité est le terme en sociologie pour décrire une situation familiale dans laquelle au moins trois adultes jouent un rôle parental vis-à-vis un enfant. Au Canada, la pluriparentalité est de plus en plus encadrée juridiquement.

## Provinces de common law
Selon Radio-Canada, la Colombie-Britannique a fixé à quatre le nombre maximal de parents.
Selon le professeur de droit Alain Roy, la reconnaissance de telles unions serait plus simple dans les territoires de common law car en common law, il suffit d'une décision judiciaire pour faire évoluer le droit, tandis que dans les territoires de droit civil, une intervention du législateur est en principe nécessaire.
Sylvie Cadolle mentionne dans une revue scientifique qu’elle croit que la pluriparentalité devrait être reconnue légalement partout au Canada. Elle se base sur le fait que la loi n’aurait pas évolué en fonction de la société donc un ajustement concernant les lois et droits de la famille devrait être revue.
En 2018, un juge de la cour suprême de Terre-Neuve-et-Labrador a pris conscience du changement dans la société et a rendu possible la présence du nom de deux femmes et d'un homme non marié sur l'acte de naissance d'un enfant. Ce même juge mentionne que ne pas reconnaitre le statut de parents élevant un enfant contreviendrait au droit et au privilège du nouveau-né d'avoir des antécédents désignés adéquatement.

## Québec
La triparentalité n'est pas officiellement mentionnée dans le Code civil du Québec. Avant 2022, l'article 192 C.c.Q. énonçait que la tutelle légale incluait seulement le père et la mère, mais le législateur a inséré les mots « ou les parents » dans la Loi portant sur la réforme du droit de la famille en matière de filiation et modifiant le Code civil en matière de droits de la personnalité et d'état civil. Les mots père et mère sont répétés ailleurs dans le Code civil, par ex. à l'art. 532 C.c.Q. concernant les actions relatives à la filiation.
Les personnes qui militent en faveur de la reconnaissance légale de la triparentalité invoquent parfois les dispositions de l'article 601 C.c.Q. concernant la délégation temporaire de l'autorité parentale à un gardien. Le professeur Roy met toutefois en doute la possibilité que cette disposition puisse permettre une délégation générale des attributs de l'autorité parentale en raison du caractère impératif et d’ordre public des attributs de l’autorité parentale
La Cour d'appel du Québec a conclu dans l'arrêt Droit de la famille — 191677 que « si nous acceptons, aux fins de la discussion, que la « tri-parenté » ne soit pas admise en droit québécois, rien ne s’oppose, juridiquement, à la reconnaissance d’une situation de « tri-parentalité » à l’égard de l'enfant. Cela tient d’une distinction – fort ancienne –, que le droit civil emprunte à d’autres disciplines, entre les rapports de parenté (fondés sur le lien de filiation) et les rapports de parentalité (fondés sur l’exercice des fonctions se rattachant notamment à l’autorité parentale) ». Cette décision reconnaît la possibilité de déléguer l'autorité parentale dans le contexte de telles relations, mais admet qu'il est juridiquement impossible d'avoir « trois parents » au Québec.
Une nouvelle possibilité s’ouvre au Québec depuis 2005, l’adoption sans rupture des liens de filiation d’origine. Chantal Collard mentionne dans une revue internationale l’importance de la reconnaissance de la pluriparentalité au Québec pour toutes les situations familiales qui l’inclût.
Renée Joyal, professeur à l’université du Québec à Montréal s’est penchée sur le sujet de la pluriparentalité et sur sa légalisation à travers la province et elle mentionne : "On assigne en général trois objectifs au droit de la famille : protéger les personnes les plus vulnérables de la cellule familiale, en l’occurrence les enfants, prévoir des règles de résolution des conflits susceptibles de naître entre les membres de la famille et énoncer en la matière des normes « idéales » dans lesquelles une société se reconnaît ou souhaite se reconnaître. Cette dernière considération pose évidemment toute la question, évoquée plus haut, des fondements de la filiation et des divers courants de pensée qui s’expriment à ce sujet." 